# Kruismuur
Kruismuur (Moenchia erecta) is een kleine eenjarige plant die behoort tot de anjerfamilie (Caryophyllaceae).
De plant komt voor in het Middellandse zeegebied en West-Europa. In Nederland kwam de soort tot 1950 voor. Daarna is het nog in 1982 aantroffen op de Bemelerberg in Zuid-Limburg. Toen leek de soort uitgestorven tot in 2024 op twee locaties een vondst werk gedaan waarvan één in het oorspronkelijk verspreidingsgebied bij Heumensoord.

## Kenmerken
De kruismuur wordt 2 tot 10 cm hoog. De witte bloemen bloeien van april tot juni. De vrucht is een doosvrucht.
De plant lijkt op soorten uit het geslacht Sagina (vetmuur), echter de kruismuur heeft minder ronde bladeren.